# Kapka Krve
Kapka Krve je kniha pojednávající o životě kněze Václava Petra, zakladatele kongregace bratří Nejsvětější Svátosti (petrinů). Napsal ji v 80. letech 20. století kněz Josef Koláček a poprvé vyšla v roce 1991 v nakladatelství Petrov pod záštitou kongregace bratří Nejsvětější Svátosti.

## Děj
Hlavní postavou je mladík Václav Petr ze Sušice v jižních Čechách. Studuje na gymnáziu v Klatovech, kde se mu však nedaří, protože se přestává učit, a tak má špatné známky. Jeho matka mu již nedává šanci na úspěch ve škole. Jednoho dne se Václav dozví, že jeho matka onemocněla. Spěchá domů, ale přijde pozdě. Jeho matka mezitím zemřela na černé neštovice. Václav dostuduje a je vysvěcen na kněze. Dostane církevní jméno Klement. Je přiřazen na farnost v Blovicích, v jižních Čechách. Tam se stane jedním ze tří kněží.
Jednoho dne dostane zprávu o tom, že se stal vicerektorem na českobudějovickém kněžském semináři. Zde má svůj byt a učí. Pak ale přijde zvrat: založí vlastní kongregaci bratří Nejsvětější Svátosti. Má 15 členů, ale je kritizována obyvateli Českých Budějovic za špatné podmínky (ubytování, doba odpočinku, hygiena, ...). Jeden rok poté Václav Klement Petr umírá na zápal plic a tuberkulózu. Jeho kongregace pak pořádá misionářské výpravy do jižní Ameriky a Afriky.